# 하와이 합병

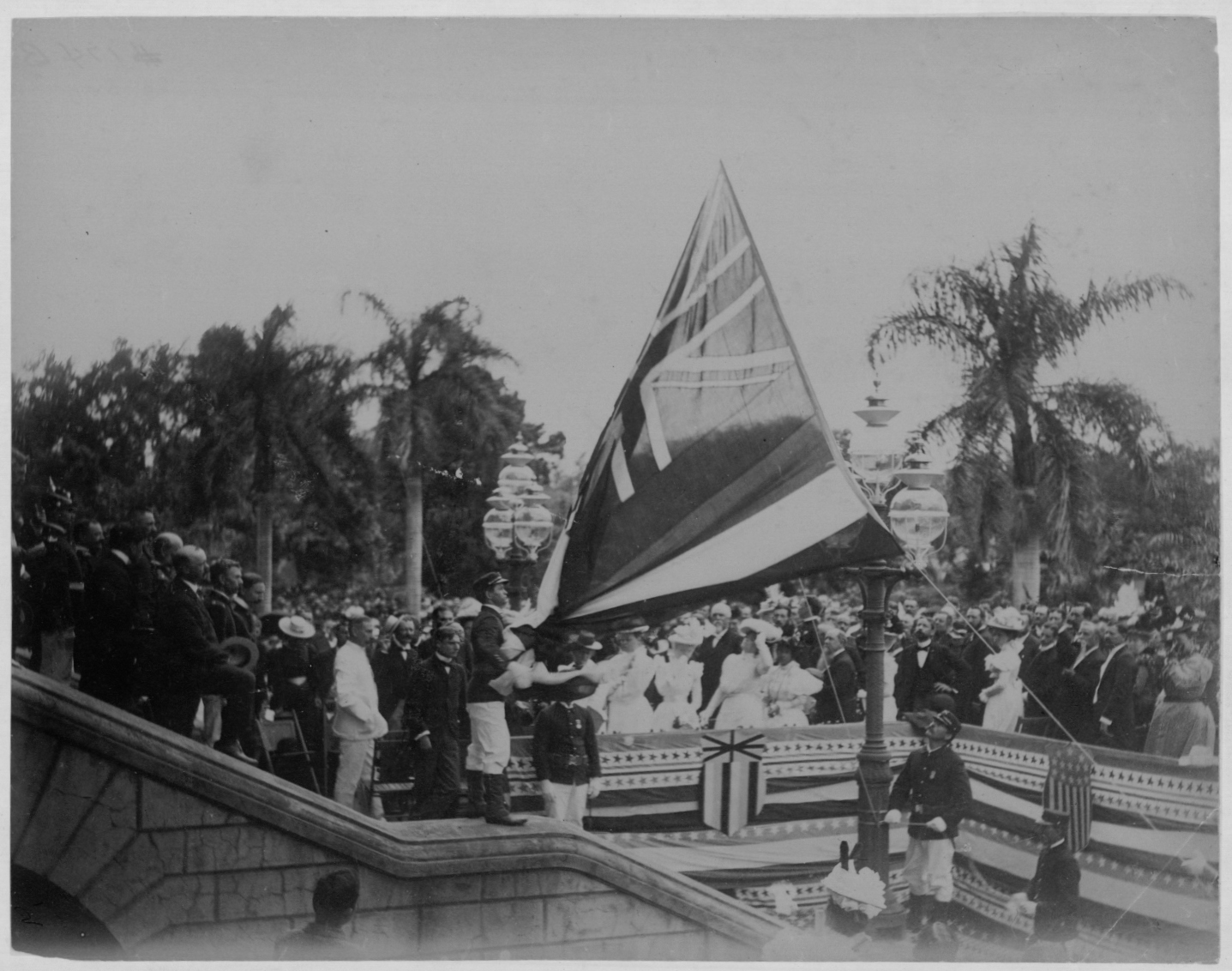

하와이 합병은 미국이 1898년 7월 7일에 하와이 공화국을 합병한 사건이다.

## 개요
하와이는 본래 독립국가로서 1782년에 카메하메하 1세 이후 왕조 체계가 유지되던 독립국가(하와이 왕국)였다. 이 합병은 텍사스 합병과 거의 유사한 절차로 이루어졌다.
먼저 다른 국가로 이민을 간 미국인들을 중심으로 미국과 합병운동이 일어난다. 그 다음 단계로 미국인들이 중심이 된 공화국을 세우고, 이 공화국이 미국에 자신들을 합병해달라고 요청하면 미국이 이를 받아들여주는 식이다. 이 방식은 나중에 1938년 나치 독일의 오스트리아 병합과 수데텐란트 할양, 체코슬로바키아 점령과도 유사한 수법이다.
하와이는 19세기 중반부터 미국과 극동을 잇는 중간 기지 역할을 해왔고, 1887년에 미국과 호혜통상조약을 체결하여 진주만(Pearl Harbor)을 미국 해군기지로 제공하기도 했다. 하와이로 이민온 사람들은 주로 미국인들이 많았는데, 19세기 후반에 사탕수수 및 파인애플 재배에 성공하여 제당업이 번창하자 아시아인을 포함한 다른 외국 이민이 증가하였다. 이때 청나라, 일본 제국, 조선에서도 많은 사람들이 하와이로 이민을 갔다.
그런데 1890년의 미국 관세법 개정으로 제당업이 타격을 받자 하와이에 와있던 미국인들이 중심이 되어 미국과 합병운동이 일어났다. 이런 분위기 속에서 1891년에 즉위한 릴리우오칼라니 여왕이 미국 농장주들의 면세 혜택을 폐지하는 헌법 개정을 시도하자 1893년에 하와이 혁명이 일어나서 1894년에 공화국이 되었다.
미국인을 중심으로 한 미국과 합병운동은 "Newlands Resolution"라 하여 미국에 하와이를 합병해달라는 요청을 하였고, 결국 1897년 6월 16일 윌리엄 매킨리 미국 대통령과 하와이 공화국이 합병조약을 체결하도록 하였고 이 조약을 미국 의회가 1898년 7월 7일에 비준하였다. 조약이 효력을 발생한 날짜가 1900년 4월 30일이다.
미국 합병 직후에는 하와이 준주(準州)였으나, 제2차 세계 대전 후 주(州) 승격운동이 활발해져 1959년 8월 21일 알래스카에 이어 미국의 50번째 주가 되었다.

## 같이 보기
- 하와이의 역사
- 텍사스 합병